# Svart makropod
Svart makropod (Macropodus spechti) är en fiskart som beskrevs av Schreitmüller, 1936. Svart makropod ingår i släktet Macropodus och familjen Osphronemidae. Inga underarter finns listade i Catalogue of Life.
Svart makropod blir upp till 5,8cm lång. Den har i ryggfenan 11 till 15 taggstrålar och 4 till 9 mjukstrålar. I analfenan finns 11 till 14 taggstrålar och 28 till 30 mjukstrålar. Färgen är huvudsakligen svart men en taggstråle i varje bröstfena är röd.
Arten förekommer i centrala Vietnam i avrinningsområdet av floderna Thu Bồn och Houng. Den hittas vanligen i mindre vattendrag och kanaler. Habitatet utgörs av träskmarker och risodlingar. Vattendragen har ett pH-värde mellan 6,5 och 7,8 samt en temperatur mellan 20 och 26 °C. Honor lägger sina ägg i en bubbla.
Informationer angående populationens storlek och möjliga hot saknas. IUCN kategoriserar arten globalt som otillräckligt studerad.